# Fifth
Fifth is een album uit 1972 van de Britse band Soft Machine.

## Geschiedenis
Deze elpee was het vijfde album van de groep. De ingeslagen weg richting instrumentale jazz wordt voortgezet, maar ook met experimentele minimalistische composities. Drummer van het eerste uur Robert Wyatt had de band na voltooiing van Fourth verlaten en werd op voorspraak van Elton Dean vervangen door Phil Howard. Dit was niet helemaal tot tevredenheid van Hugh Hopper en Mike Ratledge, en na nog wel aan de opnamen voor de A-kant te hebben meegewerkt, verliet Howard de band. John Marshall nam zijn plaats in. Het album is opgenomen onder leiding van de manager Sean Murphy van The Soft Machine in de Advision Studios met Garry Martin als geluidstechnicus.

## Tracks

### Kant A
1. "All White" (Mike Ratledge) – 6.07
2. "Drop" (Mike Ratledge) – 7:42
3. "M C" (Hugh Hopper) – 4:57

### Kant B
1. "As If" (Mike Ratledge) – 8:02
2. "L B O" (John Marshall) – 1:54
3. "Pigling Bland" (Mike Ratledge) – 4:24
4. "Bone" (Elton Dean) – 3:27

### Bonusnummer cd-heruitgave 2007
1. "All White (Take Two)" (Mike Ratledge) – 7:14 Bonus track cd uitgave.

Het album werd in 2007 door Sony BMG opnieuw uitgebracht in de serie "Soft Machine Remastered - The CBS Years 1970-1973" en bevat "innerline notes" van muziekuitgever en muziekhistoricus Mark Powell. Hierin beschrijft hij gedetailleerd het ontwikkelingsproces van de band.

## Bezetting
- Mike Ratledge – Pianet, orgel, piano
- Hugh Hopper – basgitaar
- Phill Howard – drums op track 1, 2, 3, 7 en 8
- John Marshall - drums op track 4, 5 en 6
- Elton Dean – altsaxofoon, saxello, elektrische piano
- Roy Babbington - contrabas op track 4, 5 en 6